# Amanda Jones (Schauspielerin)
Amanda Jones (* 1998 oder 1999) ist eine US-amerikanische Schauspielerin und ein Model.

## Leben
Jones spricht neben Englisch fließend Französisch und Spanisch. Sie debütierte 2019 im Spielfilm Nineteen Summers als Filmschauspielerin. Im selben Jahr wirkte sie im Fernsehfilm The Girl with the Purple Hair mit. 2021 folgten Besetzungen in den Spielfilmen The Resonator: Miskatonic U und  Grace and Grit. Im selben Jahr spielte sie jeweils unterschiedliche Rollen in den zwei Episoden der Fernsehserie The Vamps Next Door. 2022 spielte sie in den Spielfilmen Beyond the Resonator, Curse of the Re-Animator, Nope und Wildflower mit. Im selben Jahr stellte sie die weibliche Hauptrolle der Sophia im Horrorfilm Headless Horseman – Pakt mit dem Teufel dar. In ihrer Filmreview urteilt Actionfreunde, dass sie zwar „ganz schnuckelig“ aussehe, allerdings ihre Rolle „alles andere als toll“ spielt. 2023 war sie im Fernsehfilm Secret Diary of A Cheerleader in der Rolle der Madison und im Lifetime-Spielfilm A Lifeguard’s Obsession in der Hauptrolle der Maggie Temple zu sehen.

## Filmografie (Auswahl)
- 2019: Nineteen Summers
- 2019: The Girl with the Purple Hair (Fernsehfilm)
- 2021: The Resonator: Miskatonic U
- 2021: Grace and Grit
- 2021: The Vamps Next Door (Fernsehserie, 2 Episoden, verschiedene Rollen)
- 2022: Beyond the Resonator
- 2022: Curse of the Re-Animator
- 2022: Nope
- 2022: Wildflower
- 2022: Headless Horseman – Pakt mit dem Teufel (Headless Horseman)
- 2023: Secret Diary of A Cheerleader (Fernsehfilm)
- 2023: A Lifeguard’s Obsession